# 那桃乡
那桃乡，是中华人民共和国广西壮族自治区河池市巴马瑶族自治县下辖的一个乡镇级行政单位。

## 行政区划
那桃乡下辖以下地区：
那桃村、那敏村、兰廷村、立德村、坡良村、民安村、班交村和平林村。